# 广西盾翅藤
广西盾翅藤（学名：Aspidopterys concava）为金虎尾科盾翅藤属下的一个种。

## 扩展阅读
- 維基物種上的相關：广西盾翅藤